# Вход в Палермский порт при лунном свете
«Вход в Палермский порт при лунном свете» — картина французского художника Клода Жозефа Верне из собрания Государственного Эрмитажа, изображающая очень редкий в живописи XVIII века сюжет — ночной пейзаж.
На переднем плане изображены стаффажные фигуры людей, занятых разными портовыми делами: рыбак тянет улов, на тюках и бочках отдыхают грузчики, рядом на костре подвешен котелок. Слева опознаётся квадратная башня палермского портового замка Кастелламаре. Небо затянуто разреженными слоисто-кучевыми облаками, сквозь которые просвечивает Луна. Слева внизу стоит подпись и дата: «J. Vernet f 1769». Справа внизу розовой краской указан номер 3392, соответствующий первому эрмитажному каталогу, начатому в 1797 году.
Картина написана в 1769 году и была приобретена французским дворянином из Монтрёя де Лонгвилье; около 1790 года находилась в коллекции Буайе де Фонсколомба. В 1803 году картина оказалась в Санкт-Петербурге, где у торговца картинами Пирлинга её вместе с другой работой Верне «Заход солнца» выкупили для Эрмитажа («Заход солнца» в 1809 году была отправлена в Петергоф). 

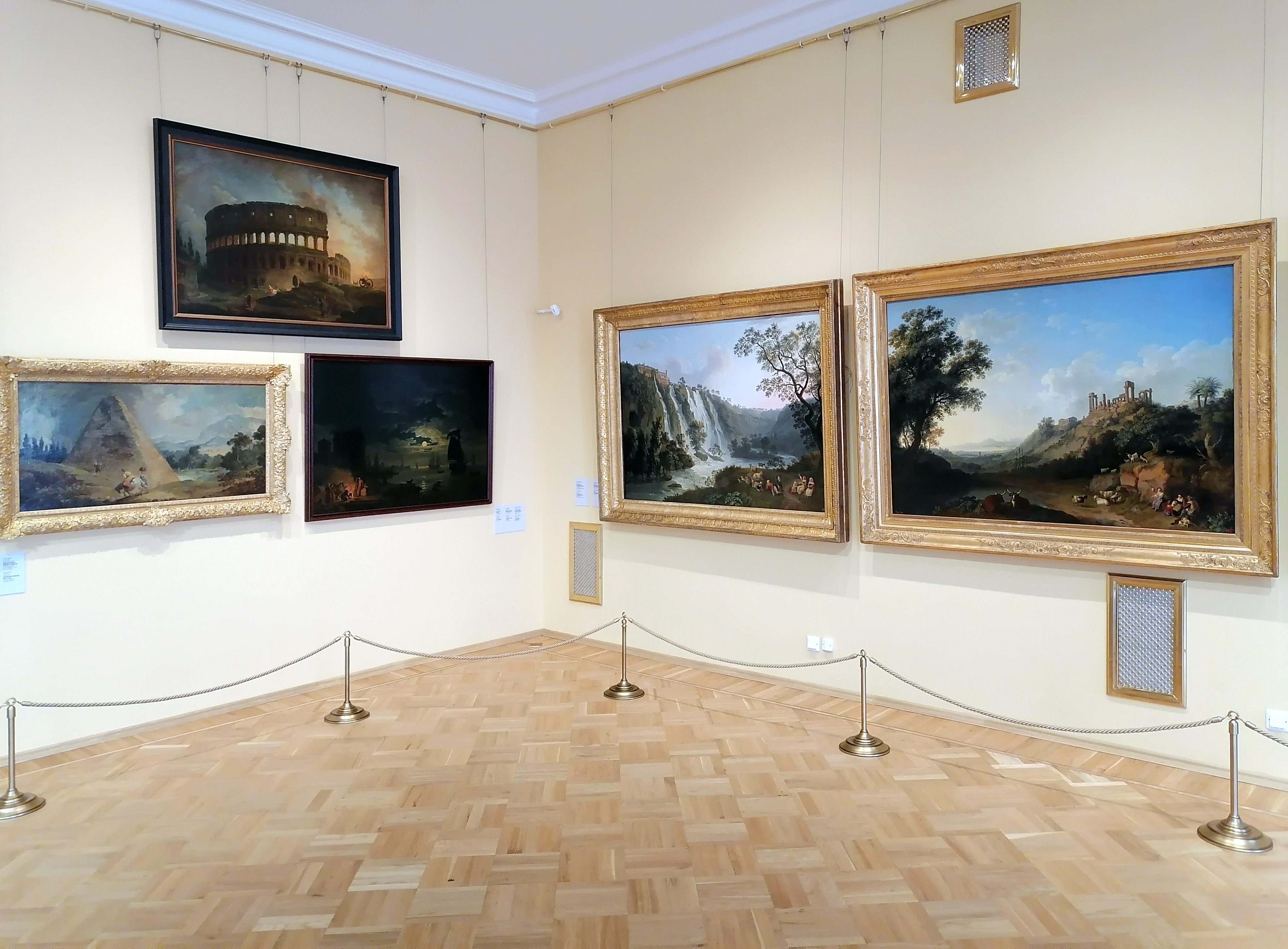
Картина в 349 зале Зимнего дворца

Картина долгое время хранилась в фондах Эрмитажа и для публики была доступна лишь на редких временных выставках. С начала лета 2021 года выставляется в 349-м зале Запасной галереи Зимнего дворца.
К картине имелась парная «Окрестности Реджио в Калабрии», её местонахождение неизвестно.